# Trichomanes superbum
Trichomanes superbum är en hinnbräkenväxtart som beskrevs av V. d. Bosch. Trichomanes superbum ingår i släktet Trichomanes och familjen Hymenophyllaceae. Inga underarter finns listade.